# 后处

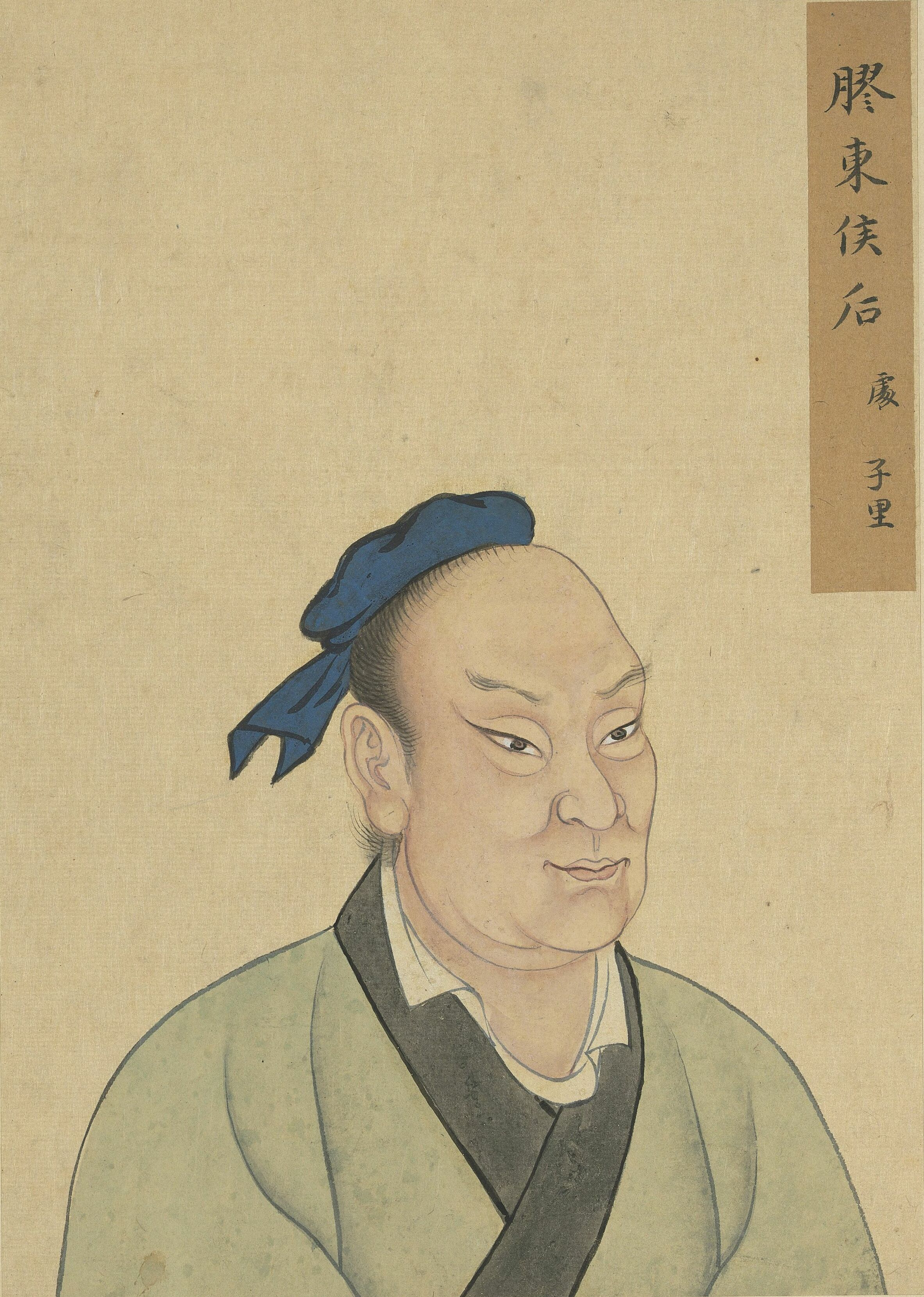
后處

处（？—？），字子里，《孔子家语》作石处，字里之。春秋时期齐国人。孔子弟子。

## 生平
后处从齐国来到鲁国，向孔子学习礼制，为孔子入室弟子。

## 歷代追封
- 漢明帝永平十五年（72年）從祀孔廟。
- 唐玄宗開元二十七年（739年）封营丘伯。
- 宋真宗大中祥符二年（1009年）封胶东侯。
- 明世宗嘉靖九年（1530年）封先賢后子。